# Монтойя, Вальтер
Ва́льтер Ива́н Але́ксис Монто́йя (исп. Walter Iván Alexis Montoya; 21 июля 1993, Мачагаи, Аргентина) — аргентинский футболист, полузащитник клуба «Росарио Сентраль».

## Биография
Вальтер Монтойя родился в городе Мачагаи в провинции Чако. С 6-летнего возраста занимался футболом в детских командах клуба «Унион» из своего родного города. Когда Вальтеру было 13 лет он с командой поехал на турнир в город Сан-Херонимо Норте в соседней провинции Санта-Фе, сумел там проявить себя и был приглашён в Росарио. Вначале Монтойя тренировался в ассоциации Хорхе Гриффы, в этот период Вальтер прошёл просмотр в марсельском «Олимпике», но не решился перебираться в Европу в столь молодом возрасте. В 2008 году Вальтер Монтойя оказался в системе подготовки клуба «Росарио Сентраль».

### Клубная карьера
Монтойя дебютировал в первой команде «Росарио Сентраль» 9 мая 2014 года, заменив во втором тайме матча Южноамериканского кубка против «Бока Хуниорс» Фернандо Баррьентоса.
После возвращения арендованного Баррьентоса в «Ланус» Монтойя стал игроком основного состава «Росарио Сентраль».
24 августа 2015 года полузащитник забил первый гол за «негодяев», поразив ворота Хуана Олаве из «Бельграно» ударом с лёта из-за пределов штрафной площади.
В 2016 году Монтойя дебютировал в кубке Либертадорес. Полузащитник сыграл в турнире 8  матчей и забил победный гол в первом четвертьфинальном матче против будущего победителя турнира «Атлетико Насьональ» (в ответном матче в Колумбии «Росарио Сентраль» проиграл 1:3 и выбыл из турнира). Летом 2016 года игроком интересовались «Ривер Плейт» и мексиканский «Крус Асуль», но клуб объявил, что игрок не продаётся.
27 января 2017 года Вальтер Монтойя подписал контракт сроком на 4,5 года с клубом испанской Примеры «Севилья».

### Игровые характеристики
Монтойя обычно играет на правом фланге полузащиты. Отличается стремлением к атаке, часто угрожает воротам. В своих действиях на поле игрок сочетает динамичность с отличными физическими кондициями, обладает хорошим ударом, особенно с дальней дистанции.

## Статистика
| Клуб             | Сезон            | Лига             | Лига | Лига | Кубки | Кубки | Континентальные кубки | Континентальные кубки | Прочее | Прочее | Итого | Итого |
| Клуб             | Сезон            | Дивизион         | Игры | Голы | Игры  | Голы  | Игры                  | Голы                  | Игры   | Голы   | Игры  | Голы  |
| ---------------- | ---------------- | ---------------- | ---- | ---- | ----- | ----- | --------------------- | --------------------- | ------ | ------ | ----- | ----- |
| Росарио Сентраль | 2014             | I                | 8    | 0    | 0     | 0     | 1                     | 0                     | 0      | 0      | 9     | 0     |
| Росарио Сентраль | 2015             | I                | 18   | 1    | 6     | 1     | 0                     | 0                     | 0      | 0      | 24    | 2     |
| Росарио Сентраль | 2016             | I                | 12   | 0    | 0     | 0     | 8                     | 1                     | 0      | 0      | 20    | 1     |
| Росарио Сентраль | 2016/17          | I                | 8    | 2    | 6     | 2     | 0                     | 0                     | 0      | 0      | 14    | 4     |
| Росарио Сентраль | Всего            | Всего            | 46   | 3    | 12    | 3     | 9                     | 1                     | 0      | 0      | 67    | 7     |
| Севилья          | 2016/17          | I                | 2    | 0    | 0     | 0     | 0                     | 0                     | 0      | 0      | 2     | 0     |
| Всего за карьеру | Всего за карьеру | Всего за карьеру | 48   | 3    | 12    | 3     | 9                     | 1                     | 0      | 0      | 69    | 7     |

Источник: Soccerway.com

## Достижения
- Победитель Второго дивизиона Аргентины (1): 2012/13
- Финалист Кубка Аргентины (2): 2015, 2016
- Обладатель Кубка Мексики (1): 2018 (Апертура)